# Universidade de Aix-Marselha
A Universidade de Aix-Marselha (em francês: Aix-Marseille Université) é uma universidade pública de pesquisa localizado em Provença, sul da França. Foi fundada em 1409 quando Luís II, Duque de Anjou, o Conde da Provença, pediu ao Antipapa Alexandre V para criar a Universidade de Provença. A universidade, como é atualmente foi formada pela fusão da Universidade de Provença, a Universidade do Mediterrâneo e da Universidade Paul Cézanne.